# مارتن دالي
مارتن دالي هو عالم نفس كندي، ولد في 15 نوفمبر 1944 في تورونتو في كندا.